# Jacopo Massari
Jacopo Massari (ur. 2 czerwca 1988 w Parmie) – włoski siatkarz, reprezentant Włoch, grający na pozycji przyjmującego. 

## Sukcesy klubowe
Liga Mistrzów:
- 2019
- 2008

Mistrzostwo Włoch:
- 2009, 2019
- 2008

Superpuchar Włoch:
- 2009, 2016

Mistrzostwo Francji:
- 2016

Klubowe Mistrzostwa Świata:
- 2019
- 2018

Puchar Włoch:
- 2020

Superpuchar Bułgarii:
- 2021, 2022

Puchar Bułgarii:
- 2022[6], 2023[7]

Mistrzostwo Bułgarii:
- 2022[8]
- 2023[9]

## Sukcesy reprezentacyjne
Puchar Świata:
- 2015

Mistrzostwa Europy:
- 2015

## Nagrody indywidualne
- 2021: MVP Superpucharu Bułgarii
- 2022: MVP Pucharu Bułgarii[10]